# ران شياو لي
ران شياو لي (بالصينية: 李小冉) (و. 1976 – م) هي ممثلة، وراقصة من جمهورية الصين الشعبية. ولدت في بكين.

## قائمة الأعمال

### الأفلام
- (2006) بنات عالم النبات الصيني

## وصلات خارجية
- ران شياو لي على موقع IMDb (الإنجليزية)
- ران شياو لي على موقع ألو سيني (الفرنسية)
- ران شياو لي على موقع أول موفي (الإنجليزية)
- ران شياو لي على موقع أول موفي (الإنجليزية)
- ران شياو لي على موقع قاعدة بيانات الفيلم (الإنجليزية)
- ران شياو لي على موقع كينوبويسك (الروسية)